# Cebola

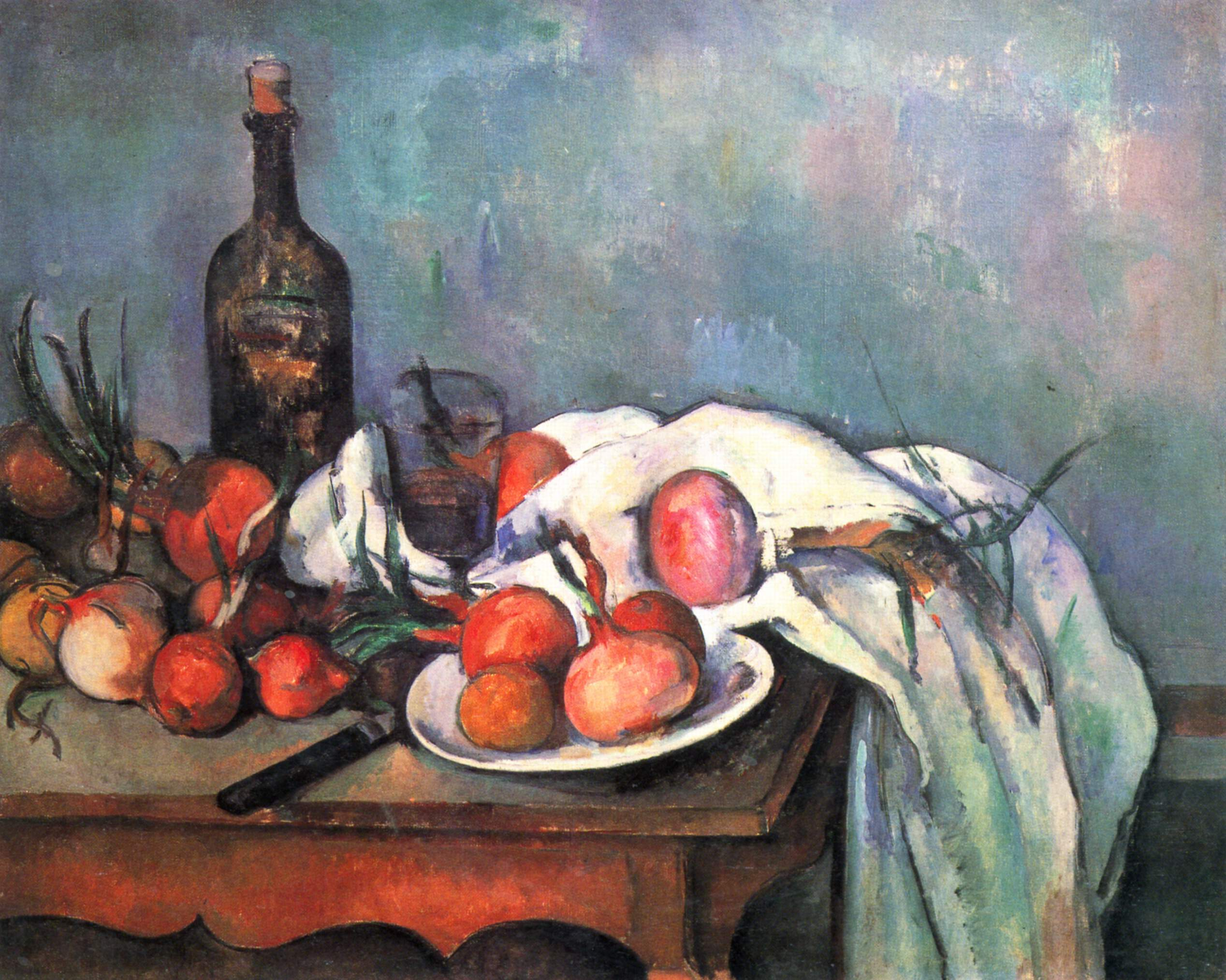
Paul Cézanne, 1896-1898

Cebola é o nome popular da planta cujo nome científico é Allium cepa. Em sistemas taxonómicos mais antigos, pertencia à família das Liliáceas e subfamília das alioídeas - taxonomistas mais recentes incluem-na na família das Amaryllidaceae. O termo refere-se, também ao seu bolbo (bulbo, no Brasil) constituído por folhas escamiformes, em camadas. As suas flores estão dispostas em umbela. As plantas jovens, com o bulbo pouco desenvolvido e sem flor, são chamadas também de cebolo.
Quando une-se, pelo caule, um conjunto de cebolas esse coletivo é conhecido como réstia.

## Significados simbólicos
A cebola possui importância simbólica em algumas culturas e cultos espalhados pelo mundo, tendo sido inclusive objeto de culto em uma seita.
Ramakrishna compara a estrutura folhada do bulbo, que não chega a nenhum núcleo, à própria estrutura do ego, que a experiência espiritual debulha camada por camada até a vacuidade. A partir daí nada mais constitui obstáculo ao espírito universal, à fusão com Brama.
No plano mágico os egípcios se protegiam de certas doenças com hastes de cebola.
Os latinos, segundo Plutarco, proibiam o uso do bulbo, porque acreditavam que ele crescia quando a Lua diminuía. Quanto ao cheiro, provocava um sentimento de força vital.
Virtudes afrodisíacas lhe são igualmente atribuídas, tanto por sua composição química quanto por suas sugestões imaginativas.
Fonte: Dicionário de Símbolos, Jean Chevalier e Alain Cheerbrant.

## Valor nutricional
Cada 100 gramas de cebola (Allium cepa) contém:
- calorias - 33 kcal
- proteínas - 1,5 g
- gorduras - 0,3g
- vitamina A - 125 U.l.
- vitamina B1 (Tiamina) - 60 mcg
- vitamina B2 (Riboflavina) - 45 mcg
- vitamina B3 (Niacina) - 0,15 mg
- vitamina C (Ácido ascórbico) - 10 mg
- potássio - 180 mg
- fósforo - 45 mg
- cálcio - 35 mg
- sódio - 16 mg
- silício - 8 mg
- magnésio - 4 mg
- ferro - 0,5 mg

## Propriedades das cebolas

### Flavonóides
Os flavonóides apresentam efeitos potenciais como antioxidantes, anti-inflamatório, protetor cardíaco, analgésico, antialérgico, anticâncer, antidiabético, antiúlcera, entre outros.
Sob o aspecto do efeito antioxidante, que pode ser explicado pela doação de um átomo de hidrogênio para os radicais livres, formando novos tipos de radicais livres que não são tão reativos quanto a espécie inicial. Esses radicais desempenham papel importante como, por exemplo, no combate aos micro-organismos invasores.

### Quercetina
Quercetina é um flavonóide amplamente distribuído no reino vegetal. Trata-se de um composto polifenólico presente naturalmente em vegetais como maçã, cebola, chá e em plantas medicinais como Ginkgo biloba, Hypericum perforatum.

#### Atividade antioxidante
Entre as principais ações da quercetina destaca-se o seu poder de remover os radicais livres, exercendo um papel citoprotetor em situações de risco de dano celular.
A quercetina demonstrou inibir in vitro a oxidação da lipoproteína de baixa densidade (LDL) por macrófagos e reduzir a citotoxidade da LDL oxidada.
Junto com a vitamina C, a quercetina demonstrou efeitos sinérgicos na função antioxidativa. O ácido ascórbico age como um redutor da oxidação da quercetina, de maneira que combinados, a vitamina C permite uma sobrevivência maior do flavonóide para cumprir suas funções antioxidantes. Por outro lado, a quercetina protege a vitamina E da oxidação, com a qual também apresenta efeitos sinérgicos.

### Atividade cardiovascular
A mesma propriedade antioxidante descrita anteriormente é suficiente para reduzir o risco de morte por doenças e danos cardíacos. Neste sentido, a quercetina demonstrou diminuir a incidência de infarto do miocárdio e derrames cerebrais em pessoas da terceira idade. As populações que consomem produtos ricos em quercetina estatisticamente apresentam menores riscos de afecções cardiovasculares.
Em ratos pode-se observar que a quercetina melhora a função contrátil do ventrículo esquerdo e reduz a incidência de transtornos da condução cardíaca. O processo limita-se à área danificada de isquemia protegendo a ultra-estrutura das artérias coronárias, melhorando a circulação coronária e prevenindo a formação de trombos intravasculares.
Por outro lado, também demonstrou efeitos vasodilatadores na aorta isolada de ratos, efeitos antitrombóticos (por uma ligação seletiva na parede plaquetária) e diminuiu as lesões de reperfusão do miocárdio.
Devido à inibição da peroxidação lipídica, a quercetina protege o endotélio da destruição local por prostaciclina e o fator de relaxamento derivado do endotélio.

### Atividade anti-inflamatória
A ação anti-inflamatória que muitos flavonoides possuem relaciona-se em parte com as enzimas implicadas no metabolismo do ácido araquidônico. No mecanismo antioxidante sobre a peroxidação lipídica da quercetina, está envolvida a via do ácido araquidônico o qual implica uma atividade anti-inflamatória paralela.

### Atividade antitumoral
Um dos mecanismos de ação da quercetina como agente antiproliferativo de células tumorais é através de sua capacidade antimutagênica e de seu poder antioxidante.
A adição da quercetina em alguns esquemas antitumorais com drogas sintéticas tem demonstrado aumento da atividade antitumoral.

### Atividade imunológica
Diferentes estudos têm constatado o fortalecimento do sistema imunológico, em especial no trato gastrointestinal, a partir da administração de quercetina. Por exemplo, pacientes com disenteria de Flexner evidenciaram melhoras clínico-humorais significativas após receber uma combinação de quercetina e acetato de tocoferol.
Junto com o sódio tem sido demonstrado melhorar quadros de dispepsia além de evidenciar efeitos bacteriostáticos em micro-organismos patológicos do trato digestivo. Um aspecto interessante do efeito antiúlcera da quercetina é que ela inibe in vitro o crescimento de Helycobacter pylori de uma forma dose-dependente. Por outro lado, a quercetina tem demonstrado poder estabilizador nos mastócitos impedindo a ação da histamina durante as reações alérgicas e inibindo a formação de leucotrienos.
A quercetina demonstra exercer um efeito sinérgico com cromoglicato de sódio.
Também tem evidenciado um efeito antifúngico em cultivos de Candida albicans, um fungo oportunista que pode surgir em quadro de imunodepressão.

### Atividade antiviral
A quercetina demonstrou ser um potente agente antiviral, podendo interferir com a infectividade e replicação de adenovírus, coronavírus e rotavírus em cultivos celulares.
Neste sentido, uma combinação de quercetina com rutina demonstrou reduzir a hemaglutinação, reduzindo a mortalidade de ratos infectados com o vírus influenza.

### Efeitos na formação de catarata emdiabetes
A catarata é uma complicação relativamente comum em quadros da diabetes. Entre os mecanismos de ação descobriu-se que a enzima aldolase-reductase tem papel gerador de catarata. Diferentes experiências demonstraram atividade inibitória da quercetina sobre esta enzima, que seria do tipo não-competitiva e uma das mais potentes entre os diferentes agentes inibidores testados.

## Produção mundial
| País                                     | Produção em 2018 (toneladas anuais) |
| ---------------------------------------- | ----------------------------------- |
| China                                    | 24 699 576                          |
| Índia                                    | 22 071 000                          |
| Estados Unidos                           | 3 284 420                           |
| Egito                                    | 2 958 324                           |
| Irão                                     | 2 406 718                           |
| Paquistão                                | 2 119 675                           |
| Turquia                                  | 1 930 695                           |
| Bangladesh                               | 1 737 714                           |
| Rússia                                   | 1 642 106                           |
| México                                   | 1 572 608                           |
| Sudão                                    | 1 566 029                           |
| Brasil                                   | 1 549 597                           |
| Fonte: Food and Agriculture Organization |                                     |